# Myrcia laevis
Myrcia laevis là một loài thực vật có hoa trong Họ Đào kim nương. Loài này được G.Don mô tả khoa học đầu tiên năm 1832.